# Phare de Sa Conillera
Le phare de Sa Conillera est un phare situé sur l'îlot de Sa Conillera à l'extrémité ouest de l'île d'Ibiza, dans l'archipel des Îles Baléares (Espagne).
Il est géré par l'autorité portuaire des îles Baléares (Autoridad Portuaria de Baleares) au port d'Alcúdia.

## Histoire
Le phare a été construit entre 1855 et 1857 sur une falaise de la côte nord-ouest de l'îlot Sa Canillera. C'est une tour circulaire de 18 m, avec galerie et lanterne, de haut construite sur une maison de gardien circulaire d'un seul étage. La station est peinte en blanc.
La lanterne originale contenait un objectif catadioptrique qui a été remplacée en 1971, quand le phare a été automatisé et alimenté au gaz d'acétylène. La lumière fut d'abord alimentée à l'huile d'olive, puis à la paraffine et au pétrole. Depuis 2010 il est alimenté à l'énergie solaire.
Isla Conillera ("l'Île de Lapin") est située au point le plus à l'ouest d'Ibiza et il est un signal pour les bateaux arrivant d'Espagne. L'îlot n'est accessible que seulement par bateau.
Identifiant : ARLHS : BAL-030 ; ES-32410 - Amirauté : E0274 - NGA : 4784 .